# Tangeråsen
Tangeråsen är ett naturreservat i Älvdalens kommun i Dalarnas län.
Området är naturskyddat sedan 2006 och är 119 hektar stort. Reservatet består av barrnaturskogar och enstaka lövträd.